# Johannes Ungelenk
Johannes Moritz Ungelenk (* 1986) ist ein deutscher Literaturwissenschaftler.

## Werdegang
Von 2006 bis 2012 studierte er allgemeine und vergleichende Literaturwissenschaft, Philosophie und englische Literaturwissenschaft an der LMU München sowie der Women’s Studies an der University of Oxford. Von 2013 bis 2015 war er Promotionsstipendiat des Evangelischen Studienwerks Villigst. Von 2012 bis 2016 war er Doktorand im Promotionsstudiengang Literaturwissenschaft (ProLit) der LMU München. Von 2015 bis 2018 war er wissenschaftlicher Mitarbeiter am Institut für Romanische Philologie der LMU München. Seit 2018 war er Juniorprofessor für Allgemeine und Vergleichende Literaturwissenschaft an der Universität Potsdam. 2024 war seine Berufung auf eine Lebenszeitprofessur gerichtlich umstritten. Seit 2025 ist er Professor für Allgemeine und Vergleichende Literaturwissenschaft.
Seine Forschungsschwerpunkte sind nach eigenen Angaben „Shakespeare, Philologie und Berührung, (widerständige) Theorie insbesondere aus Frankreich, Schreiben aus dem Zwischen (T. S. Eliot, Virginia Woolf).“

## Ausgewählte Veröffentlichungen
- Narcissus and Echo. A Political Reading of George Eliot’s Daniel Deronda, Trier 2012, ISBN 978-3-86821-416-1.
- Sexes of Winds and Packs. Rethinking Feminism with Deleuze and Guattari, Hamburg 2014, ISBN 978-3-944442-26-6.
- Literature and Weather. Shakespeare – Goethe – Zola, Berlin 2018, ISBN 3-11-055905-6.
- Touching at a Distance. Shakespeare’s Theatre. Edinburgh 2023. dx.doi.org